# 桐島優介
桐島 優介（きりしま ゆうすけ、1977年1月7日 - ）は、日本の俳優、ミュージシャンである。宮崎県都城市出身。体重60kg。

## 略歴
2002年から俳優として活動し、多くのテレビドラマ、映画、CMなどに出演。フェイスネットワーク離籍後、プチスマイルに移籍した。
2004年〜2005年、『ウルトラマンネクサス』に姫矢准役で出演した。
2005年からは音楽活動も行い、KILLY HENDERSON名義でアルバムを1枚、桐島優介名義でシングルを1枚出した。
2007年12月に芸能活動を休止し、2008年に復帰したものの2009年頃に引退。
2022年10月、Twitterを開設。2024年1月に舞台で復帰。以降、イベントにも出演している。

## 人物
- 趣味はチェス、将棋、サーフボード。好きな映画はトゥルーロマンス。好きな俳優はコリン・ファレル、ジョニー・デップ、佐藤浩市。
- 『ウルトラマンネクサス』で共演した川久保拓司は雑誌のインタビューで桐島に対し「僕から見た桐島さんは兄貴的存在」と語っている[2]。

## 出演

### テレビドラマ
- Pな彼女第5シリーズ「天使の休息」（2002年10月28日-11月18日、BS-i）
- NHK公共放送ミニドラマ『遠いふたつの場所で』（2003年、NHK）
- 月曜ミステリー劇場 探偵 左文字進7・失踪（2003年4月7日、TBS）
- ウルトラQ dark fantasy 第20話『密やかな終幕』（2004年8月24日、テレビ東京） - 川野耕平 役
- ウルトラマンネクサス（2004年-2005年、TBS） - 姫矢准 役
- 小悪魔な女になる方法（2005年9月27日、フジテレビ） - ヒロ 役
- 嬢王 第6-9話（2005年11月-12月、テレビ東京） - 尾崎清貴 役
- 月曜ミステリー劇場『ゴミは殺しを知っている7』（2006年5月15日、TBS） - 藤倉真二郎 役
- 水曜ミステリー9『事件記者 浦上伸介4 不可能殺人山形新幹線のアリバイ崩せ』（2006年6月7日、テレビ東京）
- 土曜ワイド劇場『炎の警備隊長・五十嵐杜夫4・5』（2006年6月17日・2007年3月17日、テレビ朝日） - 橋本裕一 役
- アンナさんのおまめ 第9-10話（2006年12月、テレビ朝日） - 小久津王子 役
- ラブ・コレ 東京Love Collection【2】 （2007年1月-3月、GyaO） - ヒロ 役
- ヅラ刑事 頭上最大の決戦（2007年10月14日、フジテレビ） - イケメン刑事・池田麺次郎 役
- 月曜ゴールデン 冠婚葬祭探偵（2007年11月26日、TBS） - 村岡祐次 役
- ロス:タイム:ライフ 第8話（2008年3月29日、フジテレビ） - 室井 役
- 秘書のカガミ 第6話（2008年5月16日、テレビ東京） - 中沢剛志 役
- LOVE GAME 第10話（2009年6月25日、テレビ朝日） - 矢部孝史 役

### 映画
- ゲロッパ!（2003年8月16日）
- 臨時コーチ（ショートムービー）（2005年9月28日発売）主演
- incubator 〜絶体絶命、それがチャンス!〜(2006年)
- ウォーターズ（2006年3月11日） - 正彦 役
- ILOVE湯！（2006年3月25日）
- ヅラ刑事（2006年9月16日） - イケメン刑事・池田麺次郎 役
- 絆（2007年）
- 奇跡の海（2008年7月19日）
- 希望ヶ丘夫婦戦争（2009年6月13日）

### バラエティ番組
- 恋のから騒ぎドラマスペシャルIII 『十億の女』（2006年9月26日、日本テレビ）

### CM
- NTTドコモ関西（2003年）
- 全国労働者共済生活協同組合連合会 こくみん共済（2006年）

### 舞台
- 天神獅子イバラスター NEW YEAR 公演 2024 -星と闇のクラッシュ さぁ行こう! 友達と一緒に-（2024年1月13・14日） - ゲスト

### ゲーム
- ウルトラマンネクサス（2005年5月26日発売、PlayStation 2） - 姫矢准 役

### 玩具
- ウルトラレプリカ エボルトラスター 20th Anniversary ver.（2024年） - 姫矢准 役
- ウルトラレプリカ ブラストショット 20th Anniversary ver.（2025年） - 姫矢准 役

## ディスコグラフィ

### シングル
※桐島優介名義
|                        | 発売日                 | タイトル               | c/w                    | 規格品番               |
| Kirry Records レーベル | Kirry Records レーベル | Kirry Records レーベル | Kirry Records レーベル | Kirry Records レーベル |
| ---------------------- | ---------------------- | ---------------------- | ---------------------- | ---------------------- |
| 1st                    | 2006年5月24日          | 銀色                   | Negai                  | MTCK-5001              |

### アルバム
※KILLY HENDERSON名義

### タイアップ曲
| 楽曲    | タイアップ                                | 収録作品                 |
| ------- | ----------------------------------------- | ------------------------ |
| we are. | フジテレビ系『爆笑問題☆伝説の天才』挿入歌 | アルバム「KIRIHENDRIX1」 |